# 24935 Godfreyhardy
24935 Godfreyhardy è un asteroide della fascia principale. Scoperto nel 1997, presenta un'orbita caratterizzata da un semiasse maggiore pari a 2,5315538 au e da un'eccentricità di 0,1110664, inclinata di 1,19782° rispetto all'eclittica.
L'asteroide è dedicato al matematico britannico Godfrey Harold Hardy.